# Alfonso Marotta
Alfonso Sergio Oronzo Marotta (Avellino, 2 agosto 1923 – Roma, 16 maggio 1982) è stato un pentatleta italiano.

## Biografia
Nato nel 1923 ad Avellino, a 28 anni ha partecipato ai Giochi olimpici di Helsinki 1952, arrivando 31º nell'individuale (16º nell'equitazione, 36º nella scherma, 20º nel tiro a segno, 22º nel nuoto e 43º nella corsa) e 11º nella gara a squadre insieme a Duilio Brignetti e Giulio Palmonella.